# Eurysthea nicolai
Eurysthea nicolai är en skalbaggsart som först beskrevs av Aurivillius 1909.  Eurysthea nicolai ingår i släktet Eurysthea och familjen långhorningar. Inga underarter finns listade i Catalogue of Life.